# 15 agosto (film)
15 agosto (15 août) è un film del 2001 diretto da Patrick Alessandrin.

## Trama
Tre cognati, in ferie per il 15 agosto, raggiungono le loro rispettive famiglie in villeggiatura in Normandia. All'arrivo, scoprono che le mogli sono sparite lasciando loro un biglietto dove spiegano che hanno deciso di farsi una vacanza per conto loro, senza figli e mariti.
L'inattesa sorpresa gli permetterà di conoscersi meglio tra loro.